# Jason de Vos
Jason Richard de Vos (London, 2 gennaio 1974) è un allenatore di calcio ed ex calciatore canadese, di ruolo difensore, vice allenatore del Toronto FC.

## Palmarès

### Nazionale
- Gold Cup: 1

2000

### Individuale
- Squadra dell'anno della PFA: 1

2002-2003 (Division Two)